# Românii din Cehia
Acest articol tratează subiectul Românii din Cehia (în cehă Rumuni v Česku). Conform statisticilor cehe, în ultimii zece ani, numărul cetățenilor români stabiliți temporar sau permanent în Republica Cehă s-a mărit semnificativ.
La 30 iunie 2020, potrivit Ministerului Muncii și Afacerilor Sociale de la Praga, 43.503 cetățeni români erau înregistrați la oficiile forțelor de muncă din Republica Cehă. În același timp, conform Ministerului Afacerilor Interne de la Praga 17.313 cetățeni români dețineau permise de ședere în Republica Cehă.
Răspândirea cetățenilor români este relativ uniformă pe teritoriul Republicii Cehe, cu o concentrație mai mare în jurul orașelor Praga și Brno, în special ca urmare a oportunităților de muncă (firme multinaționale).
În cadrul comunității românești funcționează Asociația Românilor din Republica Cehă, creată în anul 2009.

## Istoric

### Vlahia Moravă

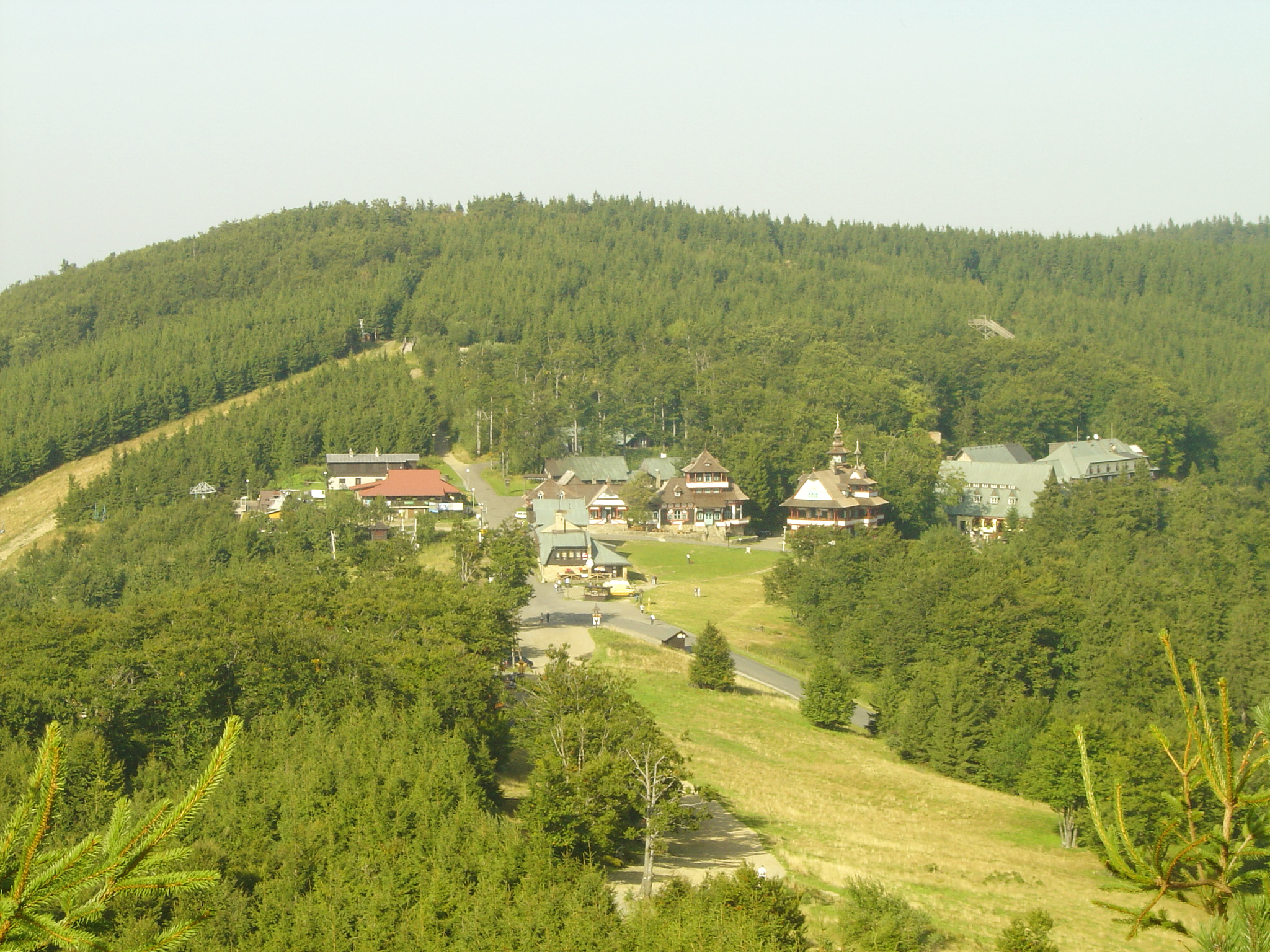
Muzeul în aer liber al satului vlah de pe muntele Pustevny

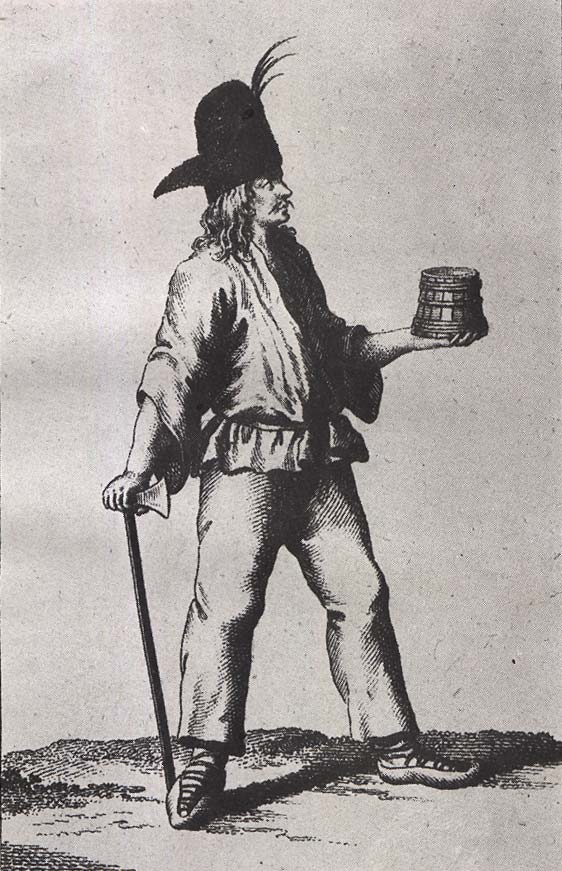
Vlah din Brumov, (1787)

Zonele montane din nord-estul Moraviei, nepotrivite pentru agricultură, erau slab populate. În secolul al XIII-lea, părțile de câmpie ale zonei au fost colonizate, în timp ce părțile montane au rămas nelocuite. Abia în secolul al XVI-lea, în cursul colonizării vlahilor, s-a organizat o densă rețea de așezări pastorale bazate pe legea vlahă în întregul nord-est al Moraviei. Regiunea cu cea mai mare concentrare a lor se numea Vlahia Moravă. 
Compoziția etnică a populației stabilite în Vlahia Moravă este contestată. În prezent, se presupune că a fost creată în principal de slavi, ruteni, polonezi și slovaci, și doar parțial de către vlahi. A fost rezultatul faptului că Vlahia Moravă a fost alcătuită în faza finală a colonizării vlahe, când au ajuns adânc în ținuturile slave, aducând cu aceștia numeroși slavi de la poalele Carpaților.
La început, vlahii și-au păstrat identitatea lor de drept și etnică, dar într-un timp relativ scurt s-au contopit cu populația locală a Moraviei. Cultura populară a regiunii, a profesiei tradiționale și a dialectul său specific au rămas o urmă de distincție.
Între anii 1620–1644, vlahii din Moravia s-au răzvrătit împotriva stăpânirii habsburgice pentru apărarea libertăților lor tradiționale. Răscoala a fost înăbușită sângeros. În secolul al XVIII-lea, aici se practica în secret protestantismul combătut de autoritățile habsburgice. 
În Rožnov pod Radhoštěm există Muzeul Valah în Aer Liber („Valašské muzeum v přírodě”) care prezintă cultura populară materială a regiunii.

### Imigranții volohi din Transcarpatia
Mulți volohi au migrat aici pentru a ciopli și comercializa linguri.

### Participarea României în Al Doilea Război Mondial

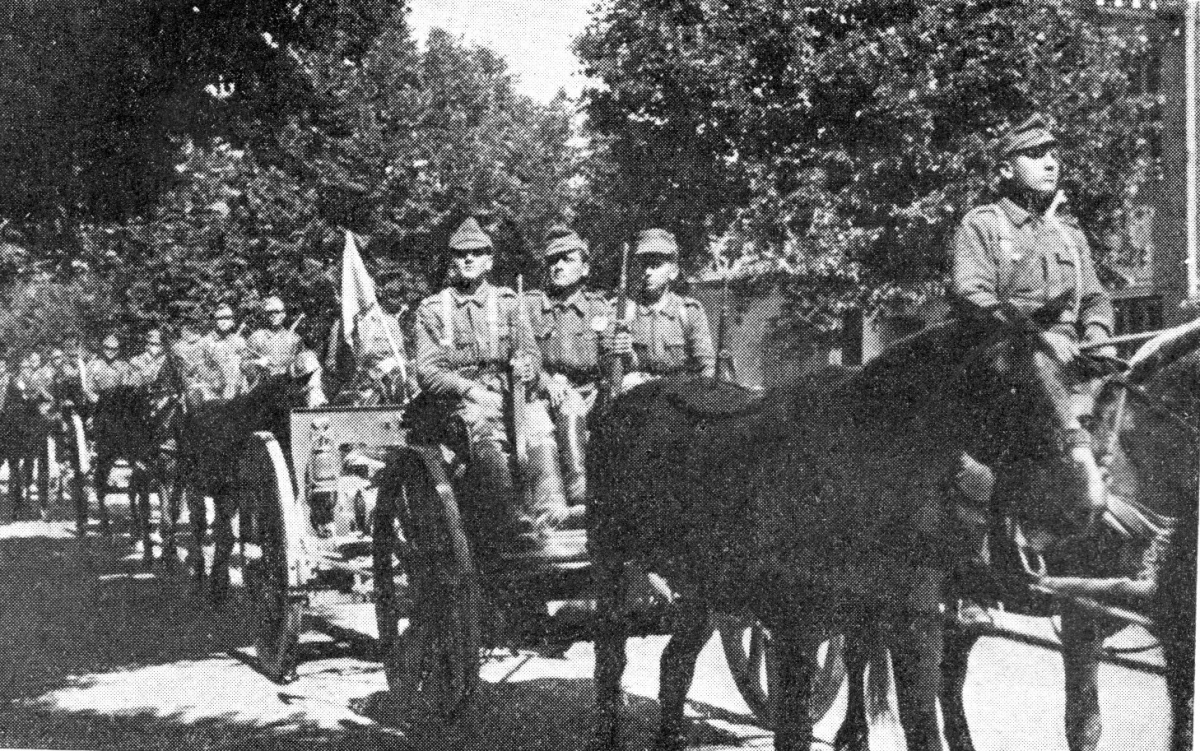
Soldați români la Boskovice

### Valul de imigranți din România după 1989

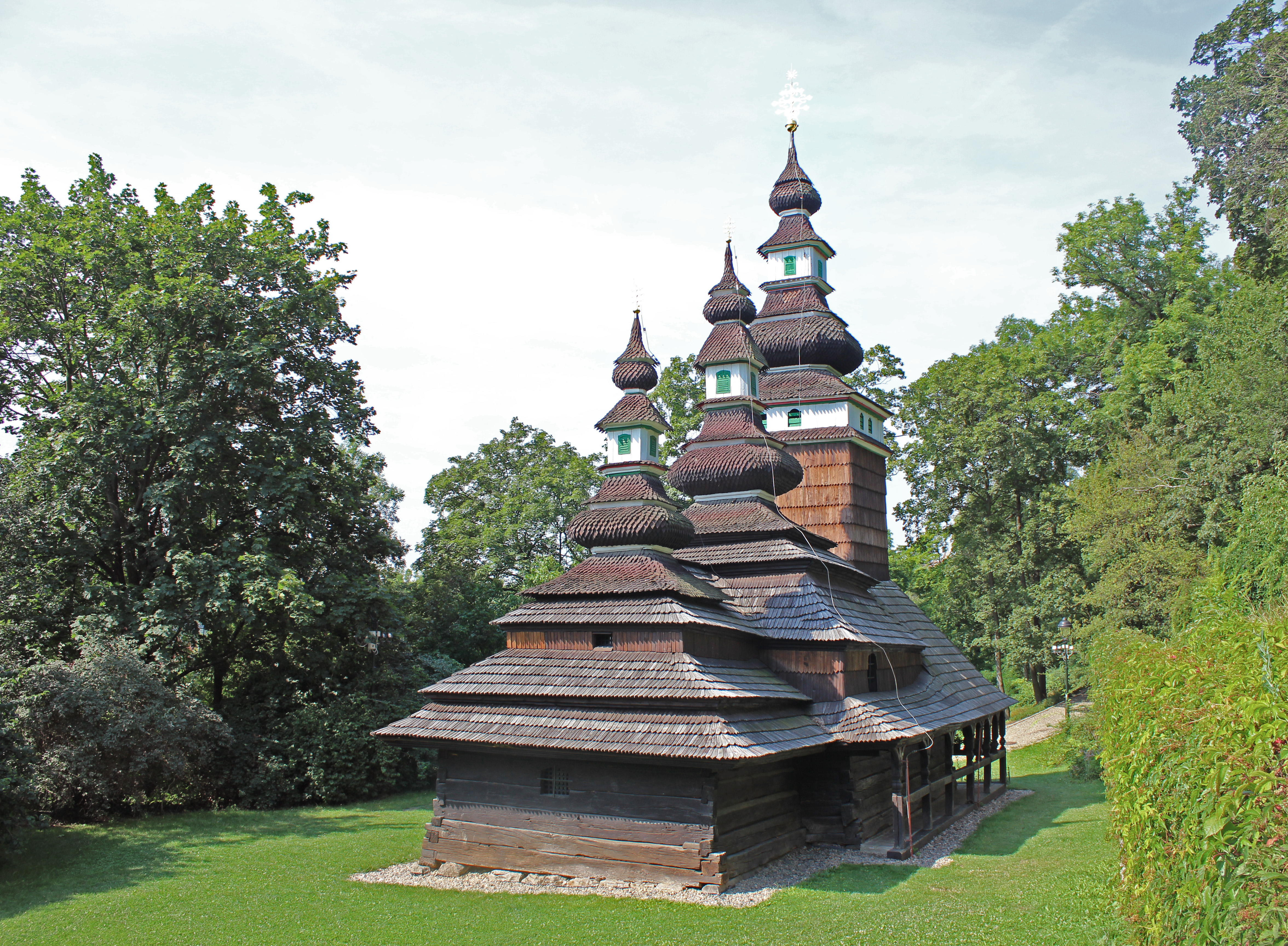
Biserica Sfântul Arhanghel Mihail din Praga, dat în folosință comunității ortodoxe române din Praga la începutul anului 2008

Valul de emigrare din prezent a românilor în Cehia a avut loc după 1989, în urma Revoluției Române din 1989, când oamenii au obținut dreptul de a părăsi România ca urmare a căderii comunismului în Europa Centrală și de Est.